# Kalypso Media
Kalypso Media — немецкая частная компания, занимающаяся разработкой и изданием компьютерных игр. Штаб компании располагается в городе Вормс, Германия. Наиболее известные игры изданные этой компанией это: Tropico 3, Tropico 4 и Patrician IV.

## История компании
Компания была основана в 2006 году немецком городе Вормс Симоном Хельвигом и Стефаном Марчинеком. В настоящий момент в компании работают  более 100 программистов, дизайнеров, художников, торговых партнеров и специалистов по маркетингу. В основном компания занимается изданием компьютерных игр. 
В 2008 году компания приобрела права на серию Tropico у Take-Two Interactive и в том же году основала студию Realmforge Studios, в которую вошёл разработчик Boxed Dreams. В 2020 году Kalypso Media увеличила долю акций в Realmforge с 60% до 100% и стала полным владельцем студии, перенеся в неё работу над Tropico.
В июне 2009 года после банкротства компании Ascaron Kalypso Media выкупила права на DarkStar One, The Patrician и Port Royale и открыла новую студию из 15 её бывших сотрудников — Gaming Minds Studios. В сентябре 2010 года Kalypso Media выкупила несколько брендов обанкротившейся The Games Company, а из её сотрудников основала свою третью студию — Noumena.
В апреле 2014 года в Kalypso основала дочернюю компанию Kalypso Media Mobile для разработки мобильных игр.
В январе 2016 года Стефан Марчинек покинул компанию, передав свою часть акций и должность управляющего директора Симону Хельвигу.
В июле 2018 года Kalypso приобрела у Pyro Studios права на серии игр Commandos, Imperial Glory и Praetorians. В апреле 2020 года компания открыла новую студию Claymore Game Studios для работы над серией Commandos.
18 октября 2022 года Kalypso Media сообщила о смерти Симона Хельвига. Должность управляющего директора компании заняла Аника Тун.

## Игры изданные Kalypso Media
- 2006 — DarkStar One
- 2007 — Theatre Of War
- 2007 — Star Assault
- 2007 — Campus
- 2007 — Hollywood Pictures 2
- 2007 — Jack Keane
- 2008 — Racing Team Manager
- 2008 — The Political Machine 2008
- 2008 — Imperium Romanum (PC)
- 2008 — AGON - The Lost Sword of Toledo
- 2009 — Ceville (PC)
- 2009 — Grand Ages: Rome (PC)
- 2009 — Tropico 3 (PC, Xbox 360)
- 2010 — Grand Ages: Rome - Reign of Augustus (PC)
- 2010 — M.U.D. TV (PC)
- 2010 — DarkStar One: Broken Alliance
- 2010 — Patrician IV (PC)
- 2011 — Dungeons (PC)
- 2011 — Elements of War (PC)
- 2011 — The First Templar (PC, Xbox 360)
- 2011 — Boulder Dash-XL (Nintendo 3DS)
- 2011 — Tropico 4  (PC, Xbox 360)
- 2011 — Airline Tycoon 2 (PC)
- 2012 — Jurassic Park: The Game
- 2012 — Jagged Alliance: Back in Action
- 2012 — Port Royale 3: Pirates and Merchants (PC, PS 3, Xbox 360)
- 2012 — Legends of Pegasus (PC)
- 2013 — Omerta - City of Gangsters (PC, Xbox 360)
- 2012 — Alien Spidy (PC, PS 3, Xbox 360, PSV)
- 2013 — DARK (PC, PS 3, Xbox 360)
- 2013 — Rise of Venice (PC)
- 2013 — The Dark Eye: Demonicon (PC, PS 3, Xbox 360)
- 2013 — Blood Knights (PC, PS 3, Xbox 360)
- 2014 — Tropico 5  (PC, Xbox 360 , Mac OS X , Linux , Playstation 4 )2
- 2015 — Dungeons 2 (PC, Mac OS X , Linux)
- 2015 — Crookz - The Big Heist (PC, Mac OS X, Linux)
- 2015 — Grand Ages: Medieval (PC, Mac OS X, Linux)
- 2017 — Urban Empire (PC)
- 2017 — Railway Empire (PC, Xbox One, PlayStation 4)
- 2017 — Dungeons 3 (PC, Xbox One, PlayStation 4 , Mac OS X)
- 2017 — Sudden Strike 4 (PC, PlayStation 4, Mac OS X)
- 2017 — Valhalla Hills: Definitive Edition (Xbox One, PlayStation 4)
- 2017 — Vikings: Wolves of Midgard (PC, Xbox One, PlayStation 4)
- 2019 — Tropico 6 (PC, Xbox One, PlayStation 4)
- 2019 —  Railway Empire: Northern Europe	(PC, Xbox One, PlayStation 4)
- 2019 —	Tropico 6: The Llama of Wall Street (PC, Xbox One, PlayStation 4)
- 2019 —	Railway Empire: France (PC, Xbox One, PlayStation 4)
- 2019 —	Dungeons 3: Famous Last Words (PC, Xbox One, PlayStation 4)
- 2019 —	Railway Empire: Germany	(PC, Xbox One, PlayStation 4)
- 2019 —	Sudden Strike 4: The Pacific War (PC, Xbox One , PlayStation 4)
- 2019 —	Dungeons 3: An Unexpected DLC (PC, Xbox One, PlayStation 4)
- 2020 —  Tropico 6: Caribbean Skies (PC, Xbox One, PlayStation 4)
- 2020 —	Port Royale 4 (PC, Xbox One , PlayStation 4)
- 2020 —	Immortal Realms: Vampire Wars (PC, Xbox One, PlayStation 4, Switch)
- 2020 —	Tropico 6: Lobbyistico (PC, Xbox One, PlayStation 4)
- 2020 —	Railway Empire: Nintendo Switch Edition	(Switch)
- 2020 —	Railway Empire: Down Under (PC, Xbox One, PlayStation 4, Switch)
- 2020 —	Tropico 6: Spitter (PC, Xbox One, PlayStation 4)
- 2020 —	Dungeons 3: A Multitude of Maps	(PC, Xbox One, PlayStation 4)
- 2020 —	Commandos 2 HD Remaster	(PC, Xbox One, PlayStation 4, Switch)
- 2020 —	Praetorians HD Remaster (PC, Xbox One, PlayStation 4)
- 2021 —	Disciples: Liberation (PC, Xbox One, Xbox Series X/S, PlayStation 4, PlayStation 5)
- 2021 —	Tropico 6: Festival	(PC, Xbox One, PlayStation 4)
- 2021 —	Port Royale 4: Buccaneers (PC, Xbox One, Xbox Series X/S, PlayStation 4, PlayStation 5, Switch)
- 2021 —	Railway Empire: Japan (PC, Xbox One, PlayStation 4)
- 2021 —	Spacebase Startopia (PC, Xbox One, Xbox Series X/S, PlayStation 4, PlayStation 5, Switch)
- 2022 —	Tropico 6: New Frontiers (PC, Xbox One, Xbox Series X/S, PlayStation 4, PlayStation 5)
- 2022 —	Dungeons 3: Nintendo Switch Edition	(Switch)
- 2022 —	Commandos 3 HD Remaster	(PC, Xbox One, PlayStation 4, Switch)
- 2022 —	Matchpoint: Tennis Championships (PC, Xbox One, Xbox Series X/S, PlayStation 4, PlayStation 5, Switch)
- 2022 —	Disciples: Liberation - Paths to Madness (PC, Xbox One, Xbox Series X/S, PlayStation 4, PlayStation 5)
- 2023 —  Dungeons 4 (PC, Xbox Series X/S, PlayStation 4)
- 2023 —	Railway Empire 2 (PC, Xbox One, Xbox Series X/S, PlayStation 4, PlayStation 5, Switch)
- 2023 —	Tortuga: A Pirate's Tale (PC, Xbox One, Xbox Series X/S, PlayStation 4, PlayStation 5)
- 2024 —  The Inquisitor (PC, Xbox Series X/S, PlayStation 4)